# Aelred z Rievaulx
Aelred (Elred) z Rievaulx, również Ailred, właśc. staroang. Ælred, Æthelred (ur. ok. 1110 w Hexham, zm. 12 stycznia 1167 w Rievaulx) – angielski pisarz, opat cysterski (SOCist.) i święty Kościoła katolickiego i anglikańskiego.
Aelred był jednym z trzech synów Eilafa, kapłana św. Andrzeja w Hexham i skarbnika w Durham.
Spędził kilka lat na dworze króla św. Dawida I Szkockiego i został mistrzem domu zanim opuścił dwór aby wstąpić do opactwa cystersów w Rievaulx w wieku 24 lat (1134). Mógł być częściowo wykształcany przez Lawrence'a Durhama, który wysłał Aelredowi hagiografię św. Brygidy.
Został opatem powołanego przez niego nowego domu w Revesby w Lincolnshire w 1142, a później opatem w Rievaulx w 1147. Resztę życia spędził w klasztorze. Pod jego administracją mówi się, że wielkość opactwa wzrosła do kilkuset mnichów i czterystu braci zakonnych. Robił coroczne wizytacje do filii Rievaulx w Anglii i Szkocji i do francuskich opactw Citeaux i Clairvaux. W późniejszych latach u opata zanotowano wielkie cierpienia z powodu nieznanej choroby.
Był autorem kilku wpływowych książek na temat duchowości, a wśród nich Speculum caritatis ("Zwierciadło miłości", rzekomo napisany na wniosek św. Bernarda z Clairvaux) i De spiritali Amicitia ("O duchowej przyjaźni"). Napisał także siedem prac z historii, adresując je do Henryka II z Anglii, doradzając mu, jak być dobrym królem i oświadczając jak być prawdziwym potomkiem królów anglosaskich.
Do XX wieku Aelred był ogólnie znany jako historyk, a nie pisarz duchowy. Przez wiele wieków jego najbardziej znaną pracą był Żywot św. Edwarda, króla i wyznawcy.
Święty Aelred nigdy oficjalnie nie został kanonizowany. Przeniesienie relikwii do głównego ołtarza w Rievaulx miało miejsce w 1191 roku, a w 1476 roku jego kult zatwierdzono na kapitule generalnej cystersów.
Jego wspomnienie liturgiczne w Kościele katolickim i anglikańskim obchodzone jest 12 stycznia za Martyrologium Rzymskim.
Cystersi wspominają świętego mnicha 3 lutego, natomiast diecezje: Hexham i Middlesbrough w Anglii 3 marca.